# Ashrah
Ashrah es un personaje ficticio de la serie de juegos de lucha Mortal Kombat. Hizo su primera aparición en Mortal Kombat Deception. Es un Demonio que tras encontrar un poderosa espada llamada Kriss descubre que esta espada cada vez que asesina a un Demonio la espada la purifica del mal que haya en su Alma, es por eso que decide acabar con todo Demonio que se cruce en su camino con total de escapar del Infierno. Es la primera vez que se le da voz al personaje al español latino.

## Biografía ficticia
A pesar de tener la apariencia de una bella mujer, Ashrah es un demonio del Infierno. Fue miembro en una ocasión del clan de la Hermandad de la Sombra, donde también fue miembro Quan Chi, siendo su líder, Shinnok.
Ashrah se viste completamente de blanco y aparece como una mujer alta, misteriosa. Su aspecto es una mezcla entre la aristocracia y la inocencia. Ella hizo su primera aparición en el Mortal Kombat: Deception. Su labor es la de una cazadora de demonios. El arma de Ashrah es Kriss, una espada similar a la Espada de Dragón que Liu Kang usó en Mortal Kombat 4. Esta arma, como se cree, ha sido "bendecida" y tiene un origen divino. Kriss está bendita de tal modo que cada demonio que ella mata con la espada hace que ella se haga más humana y menos demonio para que así, pueda dejar el Infierno.
Un día, Ashrah se negó a cumplir una orden que le había impuesto Quan Chi, en respuesta éste envió a la hermana de Ashrah (también miembro de la Hermandad de la Sombra) para matarla, mientras trataba de escapar de sus enemigos se encontaría con una espada sagrada llamada Kriss, cuando aprendió a usar la espada matando demonios del Infierno, se dio cuenta de que por cada demonio que mataba ella se purificaba más y la liberaba de su maldad, por lo que decidió usar la espada para librarse de su naturaleza malévola y eliminar el mal dentro de ella, cada demonio que mató la llevó más cerca de su objetivo de purificación y expulsión del Infierno, ya que dicho Reino no podía mantener a personas con un alma pura, pero lo que ella no sabía es que la espada Kriss era en realidad la espada Datusha, una mística espada de asesinos de vampiros, la espada convence a su usuario que la están usando para un buen propósito para poder continuar con su matanza de vampiros y aparentemente otros demonios, es su viaje por el Infierno conocería a Shujinko y formaría una alianza con él, enseñándole sus técnicas, durante un tiempo ella tendría un conflicto con Ermac que por error lo confundiría con un demonio y trataría de matarlo aunque perdería la batalla, durante los eventos en Mortal Kombat: Deception ella se dedicaría a la caza de Noob Saibot, a quien considera que es un demonio muy fuerte y le podría asegurar su expulsión del Infierno.
En su biografía de Mortal Kombat Armageddon, ella cuenta que después de derrotar a varios demonios ella logró ascender a otro reino desconocido para ella rodeada por los seres celestiales quienes le dirían que la espada Kriss es un elemento capaz de purificar el mundo, ellos le explicarían que el Reino donde se encontraba poseía el nombre de Vaeternus, donde habitan los vampiros, y convencieron a Ashrah de que esa raza era malvada y crecían su corrupción por el mundo y que los tenía que eliminarlos si quería purificar el mundo. Así que ella empezó a asesinar vampiros y cada vez que eliminaba uno, ambas, la espada y ella, se purificaban pero posteriormente lucharía con una mujer vampiro llamada Nitara la venció y luego escapó al Reino sagrado de Edenia, por lo que Ashrah intentaría volver a encontrarla ya que al matarla complementaría su purificación.
En su final en Mortal Kombat Armageddon, ella vencía a Blaze lo cual la purificaría por completo, por lo que iniciaría una campaña por los Reinos purificando a todos los villanos, su travesía llegaría a su fin cuando logró purificar al hechicero que quería asesinarla Quan Chi.

## Apariciones en los juegos

### Mortal Kombat Deception/Mortal Kombat Unchained

#### Biografía
Soy un Demonio, un habitante del Infierno. Durante mucho tiempo, mis hermanas y yo hemos servido ciegamente a Quan Chi como miembros de la Hermandad de la Sombra. Pero yo cuestioné una orden dada por el hechicero. Para dar el ejemplo, envió a mis propias hermanas a matarme. Durante mi huida descubrí un arma una espada que parecía ser de origen celestial. Con cada asesino demoníaco que sucumbe a esta hoja, he sentido una extraña sensación de excitación. Es como si la corrupción del mal me estuviera abandonando.
Ahora ya entiendo la extraña sensación que siento cuando extermino a un demonio del Infierno con esta espada. La espada me está purificando a medida que yo limpio el mundo de todo mal. Con cada criatura que erradico mi presencia aquí se vuelve más inestable... pronto seré expulsada de este reino. Si pudiera matar a un demonio poderoso como Noob Saibot podría convertirme por fin en un demonio ascendido libre del Infierno para siempre.

### Final
Noob Saibot no era realmente un demonio, lo que explicaría por qué Ashrah sentía una gran maldad en él: tenía que ganarse su lugar en el Infierno. De hecho él quería permanecer allí. Su compañero por otra parte parecía que tenía problemas adaptándose. Puede que aún quedase algo bueno dentro del Cyborg. Sea cual fuere el caso, Noob tendría que enfrentarse a Ashrah solo.
Ashrah derrotó a Noob Saibot y se ganó finalmente su ascensión del Infierno. Pero la espada que hizo posible su huida no viajó con ella. Sospecho que aún permanece en el Infierno, esperando liberar a otro de sus habitantes de la condenación.

### Fatalitys
- Vudú: Ashrah toma la Kriss y a un muñeco vudú luego lo va clavando con Kriss mientras que el oponente se va desangrando y finalmente muere.
- Descuartizar: Ashrah levanta una aura azul mientras el oponente se descuartiza y muere.

### Mortal Kombat Armageddon

#### Biografía
Después de exterminar innumerables demonios con la Kriss, descubrí en el Infierno que mi alma ya no era corrupta y que habia logrado salir del infierno. Emergí en un reino desconocido a los pies de los seres celestiales que brillaban con luz cegadora. Se me explicó que la Kriss es una herramienta, capaz de transformar a su buscador en un guerrero lo suficientemente poderoso para purificar el mundo. Soy la elegida, el demonio ascendido que estaban buscando.
Impresionada por su belleza celestial, me entregue a su voluntad. Mi propósito en el cosmos nunca fue más claro: hare lo que me pidan y consumiré la oscuridad, traeré la paz a los reinos. Al hacerlo yo también lograre la purificación absoluta, Me gustaría unirme a ellos como un ángel de la luz!
Los celestiales me trajeron aquí, a un reino de tinieblas conocido como Vaeternus, para iniciar una cruzada contra la raza Vampira. Las viles criaturas se alimentan de la sangre de su presa y la propagan su corrupción sin trabas en todo el reino. Su magia negra es seductora y poderosa, pero no se salvaran de la purificación de mi Kriss.
Ya eh comenzado a cazarlos. Con cada vampiro "pacificado" con la espada sagrada luz. Me sentí como si la cuchilla y yo fuimos cada vez más fuertes. Sin embargo, nuestra fuerza no es suficiente para derrotar a la mujer vampiro que me supero y escapó a Edenia. Su destruccion se ha convertido en mi enfoque. Si puedo ganar el poder suficiente para derrotar a Nitara nada impedirá mi ascensión!

#### Final
El poder de Blaze dejó a Ashrah completamente purificada; ella se transformó en un ser de luz divina. Su radiante luz iluminó hasta la más oscura de las almas. Con un nuevo proposito, viajó por los reinos en busca de maldad, purificando la oscuridad. Su misión terminó cuando purificó al hechicero que habría contaminado su alma: Quan Chi.